# Гунчжулин
Гунчжули́н (кит. упр. 公主岭, пиньинь Gōngzhǔlǐng) — городской уезд города субпровинциального значения Чанчунь провинции Гирин (КНР).

## Название
Название 公主岭 является искажением названия 公主陵 — «могила принцессы»: здесь захоронена одежда куруньгунчжу («принцессы Поднебесной») Хэцзин (和敬) — третьей дочери императора Айсиньгьоро Хунли, правившего под девизом «Цяньлун». В 1747 году 16-летняя принцесса была выдана замуж за монгола из рода Хорчин. После смерти принцесса была похоронена в пригороде Пекина, но её одежды были захоронены на родовой земле рода Хорчин в этих местах.

## История
В 1877 году в этих местах был образован уезд Хуайдэ (怀德县), административный центр которого разместился в посёлке Бацзяцзы. После Синьхайской революции в 1913 году уезд вошёл в состав провинции Фэнтянь.
В 1931 году Маньчжурия была оккупирована японскими войсками, а в 1932 году было образовано марионеточное государство Маньчжоу-го. Уезд Хуайдэ сначала остался в составе провинции Фэнтянь, но в декабре 1934 года Маньчжоу-го было разделено на 14 провинций, и уезд Хуайдэ оказался в составе провинции Гирин. В мае 1945 года административный центр уезда Хуайдэ переместился в посёлок Гунчжулин.
По окончании Второй мировой войны правительство Китайской республики осуществило административно-территориальный передел Северо-Востока, и уезд Хуайдэ вошёл в состав новой провинции Ляобэй. В 1949 году провинция Ляобэй была расформирована, и уезд Хуайдэ вошёл в состав новой провинции Ляоси. После расформирования в 1954 году провинции Ляоси уезд Хуайдэ вошёл в состав провинции Гирин.
В 1985 году уезд Хуайдэ был расформирован, а в 1986 году на его землях был создан городской уезд Гунчжулин городского округа Сыпин.
Постановлением Госсовета КНР от 19 июня 2020 года городской уезд Гунчжулин был передан из состава городского округа Сыпин под юрисдикцию властей Чанчуня.

## Административное деление
Городской уезд Гунчжулин делится на 10 уличных комитетов, 18 посёлков, 1 волость и 1 национальную волость.